# Theres Essmann
Theres Essmann (geboren 1967 in Nordwalde) ist eine deutsche Autorin und Referentin für literarisches und kreatives Schreiben.

## Leben und Werk
Theres Essmann stammt aus dem Münsterland und studierte Germanistik und Philosophie in Tübingen. Heute lebt sie in Stuttgart. Sie hat eine Ausbildung als Biblio- und Poesietherapeutin und arbeitet seit 2023 freiberuflich als Schriftstellerin und als Referentin für literarisches und kreatives Schreiben.
2018 publizierte sie eine Gedichtsammlung mit dem Titel Das Gewicht der Berührung. Literarischen Erfolg errang sie mit ihren Prosaveröffentlichungen. 
2020 erschien die Novelle Federico Temperini im Tübinger Verlag Klöpfer Narr. Essmanns literarisches Debüt handelt von einem vereinsamten alten Mann, dessen Leben sich um den einstigen Geigenvirtuosen Paganini dreht, und einem glücklosen Kölner Taxifahrer. Vereint angesichts erlittener Verluste freunden sich die beiden sehr verschiedenen Männer vorsichtig an. „Die Geschichte dreht sich um Einsamkeit und Sehnsucht, Verlust, Vergänglichkeit und Loslassen.“ Insgesamt wurde die Novelle sehr wohlwollend rezensiert. Die positive Aufnahme der Novelle führte 2021 zur Auszeichnung der Autorin mit dem Literaturstipendium des Landes Baden-Württemberg zusammen mit Frank Rudkoffsky.
2023 erschien ihr zweiter Roman Dünnes Eis im Züricher Dörlemann-Verlag. In ihm geht es um Fluchterfahrungen und Kriegstraumata, gespiegelt an einer fast hundertjährigen Frau und einem jungen Flüchtling.

## Auszeichnungen
- 2018: Arbeitsstipendium des Förderkreises deutscher Schriftsteller in Baden-Württemberg[8]
- 2021: Jahresstipendium für Schriftsteller des Ministeriums für Wissenschaft und Kunst des Landes Baden-Württemberg[9]

## Publikationen
- Das Gewicht der Berührung. Gedichte, First-Minute-Taschenbuchverlag, Emsdetten 2002, ISBN 978-3-932805-31-8.
- Federico Temperini. Novelle, Verlag Klöpfer Narr, Tübingen 2020, ISBN 978-3-7496-1026-6
- Dünnes Eis. Roman,  Dörlemann-Verlag, Zürich 2023, ISBN 978-3-03820-132-8